# 愛媛大学医学部附属病院
愛媛大学医学部附属病院（えひめだいがくいがくぶふぞくびょういん）は、国立大学法人愛媛大学医学部附属の大学病院。
愛媛県東温市に立地し、愛媛県にある唯一の大学病院である。
特定機能病院、がん診療連携拠点病院、エイズ治療拠点病院、愛媛県災害拠点病院に指定されている。

## 年表
（この節の出典）
- 1969年（昭和44年）1月14日 - 愛媛県に医科大学誘致推進本部設置
- 1973年（昭和48年）9月29日 - 医学部設置（医学科入学定員100人）
- 1973年（昭和48年）11月5日 - 医学部入学式及び開学式挙行
- 1974年（昭和49年）11月20日 - 医学部、温泉郡重信町大字志津川の新施設へ移転
- 1976年（昭和51年）5月10日 - 附属病院設置、15診療科（病床数320床）開設

- 2016年（平成28年）4月 - 厚生労働省がエボラ出血熱やペストなどの1類感染症の指定医療機関に指定[1]
- 2017年（平成29年）
  - 2月1日 - 当院を基地病院としてドクターヘリの運行を開始[3]。
  - 2月11日 - 1類感染症の治療施設を開設[1]

## 診療科
（この節の出典）
- 内科、総合診療科
- 血液内科
- 感染症内科
- 循環器内科
- 膠原病・リウマチ内科
- 呼吸器内科
- 腎臓・高血圧内科
- 内分泌・代謝内科、糖尿病内科
- 脳神経内科、臨床薬理内科、創薬治療内科
- 消化管・肝臓・胆膵
- 精神科
- 小児科
- 消化器腫瘍外科、食道・胃・大腸外科、内視
- 肝胆膵・移植外科
- 小児外科
- 乳腺・内分泌外科
- 呼吸器外科
- 心臓・血管外科
- 整形外科
- 脳神経外科
- 皮膚科
- 形成外科
- 泌尿器科
- 産婦人科
- 眼科
- 耳鼻咽喉科・頭頸部外科
- 放射線診断科
- 放射線治療科
- 歯科口腔外科・矯正歯科
- 麻酔科（救急部以外）
- 救急科（救急部）

## 医療機関の認定
（下表の出典）
| 保険医療機関                                                               | 公害医療機関                                             |
| 労災保険指定医療機関                                                       | 母体保護法指定医の配置されている医療機関                 |
| 指定自立支援医療機関（更生医療）                                           | 特定機能病院                                             |
| 指定自立支援医療機関（育成医療）                                           | 災害拠点病院                                             |
| 指定自立支援医療機関（精神通院医療）                                       | 臨床研修病院                                             |
| 身体障害者福祉法指定医の配置されている医療機関                             | 臨床修練病院等                                           |
| 精神保健及び精神障害者福祉に関する法律に基づく指定病院又は応急入院指定病院 | がん診療連携拠点病院                                     |
| 精神保健指定医の配置されている医療機関                                     | エイズ治療拠点病院                                       |
| 生活保護法指定医療機関                                                     | 肝疾患診療連携拠点病院                                   |
| 医療保護施設                                                               | 特定疾患治療研究事業委託医療機関                         |
| 結核指定医療機関                                                           | DPC対象病院                                              |
| 指定養育医療機関                                                           | 指定小児慢性特定疾病医療機関                             |
| 戦傷病者特別援護法指定医療機関                                             | 地域周産期母子医療センター                               |
| 原子爆弾被害者一般疾病医療取扱医療機関                                     | 難病の患者に対する医療等に関する法律に基づく指定医療機関 |
| 第一種感染症指定医療機関                                                   |                                                          |

- 救急告示病院（二次救急、三次救急）[5]
- 原子力災害拠点病院[6]
- 公益財団法人日本医療機能評価機構認定病院(3rdG:Ver.2.0(5回目,2022年8月19日認定,2027年1月20日認定有効期限))[7]
- このほか、各種法令による指定・認定病院であるとともに、各学会の認定施設でもある。

## 周辺
- 国立病院機構愛媛医療センター
- 愛媛県立東温高等学校
- 伊予鉄道横河原線「愛大医学部南口駅」

## 交通アクセス
- 伊予鉄道横河原線「愛大医学部南口駅」下車すぐ[8]
- 伊予鉄バス乗車、「愛大病院前」停留所下車[8]